# Reichswehr
Reichswehr (dansk: Rigsværnet) var den tyske hær fra 1919 til 1935 (fra 1919 til 1921 under navnet Vorläufige Reichswehr).
Efter den 1. verdenskrigs afslutning gik den tyske hær i opløsning. Mange veteraner indgik i de højreorienterede frikorps, der var paramilitære grupper som deltog i de mange uroligheder efter krigen.
Den nylig grundlagte Weimarrepublik måtte da genopbygge hæren, og den 6. marts 1919 blev Vorläufige Reichswehr (dansk: det midlertidige rigsværn) dannet. 
Versaillestraktaten lagde begrænsninger på størrelsen på den nye tyske hær. I 1921 blev Vorläufige Reichswehr omorganiseret til Reichswehr for at opfylde traktatens begrænsninger.
Det nye Reichswehr bestod af syv infanteridivisioner og tre kavaleridivisioner, samt en mindre Reichsmarine (rigsmarine). Størrelsen på de væbnede styrker måtte ikke overstige 100.000 mand, og værnepligt var forbudt. Tilsvarende måtte Reichswehr hverken besidde fly eller kampvogne, og de måtte ikke udvikle nye kanoner. 
Efter at Adolf Hitler kom til magten i 1933 blev Tysklands væbnede styrker kraftigt oprustet. I 1935 blev Wehrmacht oprettet, som arvtager til Reichswehr. Siden 1955 har det tyske forsvar heddet Bundeswehr.

## Eksterne links
- Deutsches Historisches Museum om Reichswehr (tysk)
- axishistory.com om Reichswehr (engelsk)
- feldgrau.com om Reichswehr Arkiveret 18. august 2009 hos  Wayback Machine (engelsk)